# 神戸市道路公社
神戸市道路公社（こうべしどうろこうしゃ）は、神戸市を設立団体とする地方道路公社である。
1971年（昭和46年）4月21日に設立。本社所在地は、兵庫県神戸市北区山田町下谷上字池ノ内6-1である。

## 管理・運営する道路
| 路線名                         | 全長     | ETC整備状況 | 備考                                                      |
| ------------------------------ | -------- | ----------- | --------------------------------------------------------- |
| 六甲有料道路                   | 7.80 km  | ○           | 阪神高速道路7号北神戸線に接続                             |
| 六甲北有料道路                 | 12.94 km | ○           | 中国自動車道・山陽自動車道・阪神高速道路7号北神戸線に接続 |
| 西神戸有料道路（山麓バイパス） | 7.86 km  | ○           | 阪神高速32号新神戸トンネルと一部共用                      |

### 料金所
- 六甲山トンネル料金所
- 有野料金所
- 柳谷料金所
- 大沢料金所
- 天王谷料金所

### 主なトンネル
- 六甲山トンネル
- 布引トンネル
- 布引第2トンネル

### かつて管理・運営していた道路
- 六甲有料道路 表六甲線・裏六甲線（現 表六甲ドライブウェイ・裏六甲ドライブウェイ、神戸市が管理） : 2002年（平成14年）6月1日 無料開放
- 西神戸有料道路 在来線 （神戸市道夢野白川線、神戸市が管理） : 2008年（平成20年）10月1日 無料開放
- 新神戸トンネル （現 阪神高速32号新神戸トンネル） : 2012年（平成24年）10月1日 阪神高速道路に移管

## 管理する駐車場
- 神戸駅南駐車場
- 荒田公園駐車場
- 三宮中央通り駐車場
- 大倉山駐車場
- 箕谷駐車場